# Venise
Venise ist eine französische Gemeinde mit 518 Einwohnern (Stand: 1. Januar 2022) im Département Doubs in der Region Bourgogne-Franche-Comté. Sie gehört zum Arrondissement Besançon und ist Mitglied im Gemeindeverband Grand Besançon Métropole. Die Bewohner werden Véniziens und Véniziennes genannt.

## Geographie
Venise liegt auf 239 m, etwa 13 Kilometer nordnordöstlich der Stadt Besançon (Luftlinie). Das Dorf erstreckt sich im Quellgebiet des Ruisseau de la Fontaine am südlichen Rand der Talniederung des Ognon, am Nordfuß des Kammes der Grande Côte im äußersten Nordwesten des Département Doubs.
Die Fläche des 6,18 km² großen Gemeindegebiets umfasst einen Abschnitt des Ognon-Tals. Die nördliche Grenze verläuft teils entlang dem Ognon, teils in der flachen Talniederung südlich des Flusses. Entwässert wird dieser flache nördliche Gemeindeteil, der überwiegend von Acker- und Wiesland bestanden ist, durch den im Dorf entspringenden Ruisseau de la Fontaine. Nach Süden erstreckt sich das Gemeindeareal über einen dicht bewaldeten Hang bis auf den Kamm der Grande Côte. Dieser Höhenzug bildet in geologisch-tektonischer Hinsicht eine Antiklinale und ist in Richtung Südwest-Nordost orientiert. Mit 516 m wird auf der Grande Côte die höchste Erhebung von Venise erreicht.
Nachbargemeinden von Venise sind Palise, Aulx-lès-Cromary und Moncey im Norden, Champoux im Osten, Marchaux-Chaudefontaine im Süden sowie Vieilley im Westen.

## Sehenswürdigkeiten

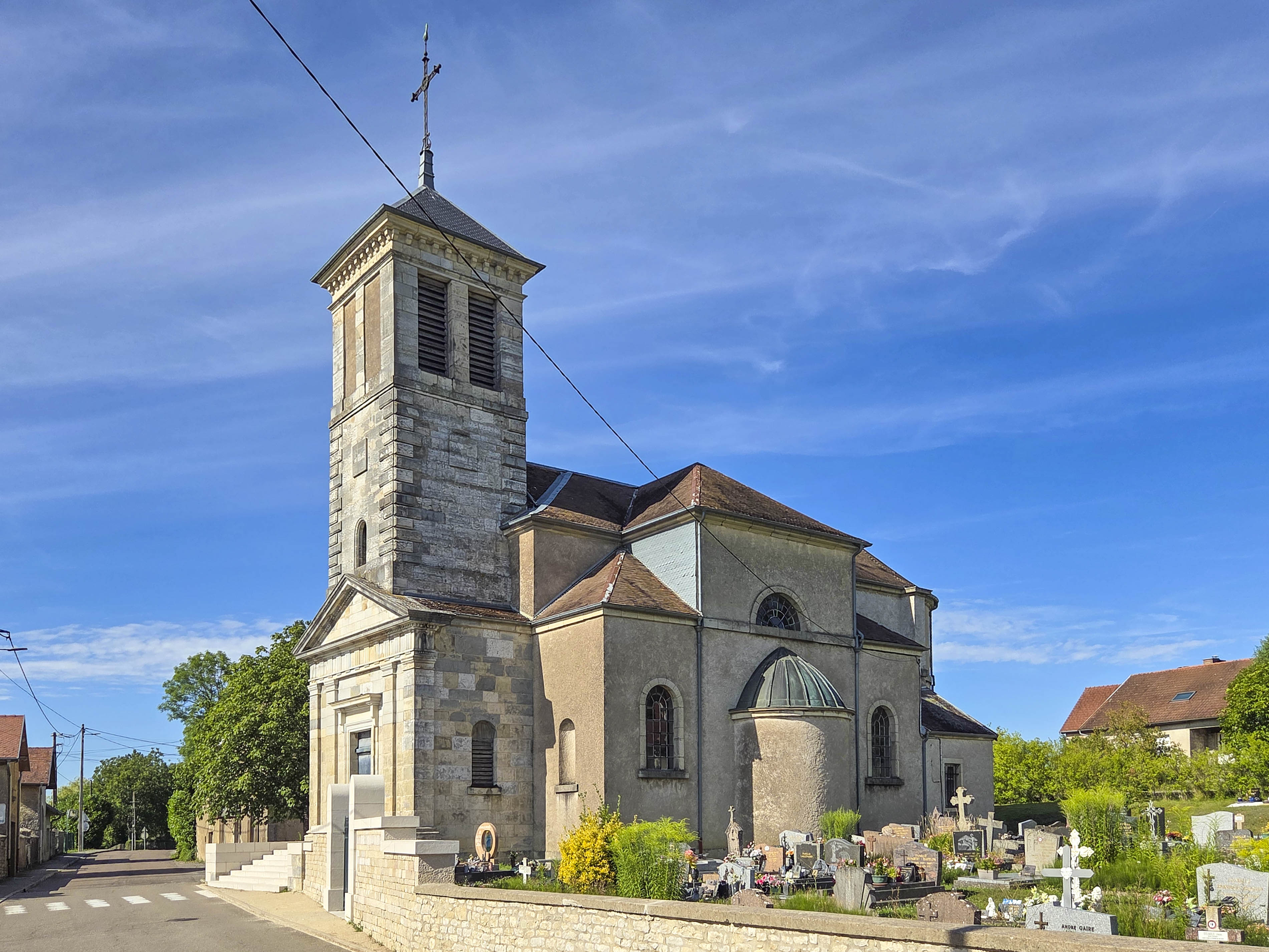
Die Kirche Saint-Martin

Die Dorfkirche Saint-Martin wurde im Jahr 1846 im Stil des Neoklassizismus erbaut. An der Stelle der ehemaligen Kapelle steht heute das Gemeindehaus (Mairie).

## Bevölkerung
| Jahr                       | 1962 | 1968 | 1975 | 1982 | 1990 | 1999 | 2004 | 2016 |
| Einwohner                  | 171  | 177  | 188  | 235  | 316  | 334  | 404  | 509  |
| Quellen: Cassini und INSEE |      |      |      |      |      |      |      |      |

Mit 518 Einwohnern (Stand 1. Januar 2022) gehört Venise zu den kleinen Gemeinden des Départements Doubs. Nachdem die Einwohnerzahl in der ersten Hälfte des 20. Jahrhunderts stets im Bereich zwischen 180 und 220 Personen gelegen hatte, wurde seit Beginn der 1980er Jahre ein markantes Bevölkerungswachstum verzeichnet. Seither hat sich die Einwohnerzahl mehr als verdoppelt.

## Wirtschaft und Infrastruktur
Venise war bis weit ins 20. Jahrhundert hinein ein vorwiegend durch die Landwirtschaft (Ackerbau, Obstbau und Viehzucht) und die Forstwirtschaft geprägtes Dorf. Daneben gibt es heute einige Betriebe des lokalen Kleingewerbes. Mittlerweile hat sich das Dorf auch zu einer Wohngemeinde gewandelt. Viele Erwerbstätige sind deshalb Wegpendler, die in der Agglomeration Besançon ihrer Arbeit nachgehen.
Die Ortschaft liegt abseits der größeren Durchgangsstraßen an einer Departementsstraße, die von Devecey nach Moncey führt. Der nächste Anschluss an die Autobahn A36 befindet sich in einer Entfernung von ungefähr neun Kilometern. Eine weitere Straßenverbindung besteht mit Palise.